# لوري كالوواي
لوري كالوواي (بالإنجليزية: Laurie Calloway)‏ (17 يونيو 1945 ببرمنغهام في المملكة المتحدة - ) هو مدرب كرة قدم ولاعب كرة قدم بريطاني في مركز الدفاع. لعب مع بلاكبيرن روفرز وشروزبري تاون ونادي روتشديل ونادي ساوثبورت ونادي يورك سيتي ووولفرهامبتون واندررز وسان خوزيه إيرث كويكس وساوثرن كاليفورنيا لايزرز ‏.

## وصلات خارجية
- لوري كالوواي على موقع قاعدة بيانات كرة القدم.إي يو (الإنجليزية)